# IRIP
 (décembre 2011).
Si vous disposez d'ouvrages ou d'articles de référence ou si vous connaissez des sites web de qualité traitant du thème abordé ici, merci de compléter l'article en donnant les références utiles à sa vérifiabilité et en les liant à la section « Notes et références ».
Pour les articles homonymes, voir IRIP (homonymie).
La Méthode IRIP de cartographie du ruissellement (Indicateur du Ruissellement Intense Pluvial) est une méthode de diagnostic des inondations par ruissellement intense mise au point en 2010 par l'IRSTEA  (Institut de Recherche Scientifique et Technologique sur l'Eau et l'Agriculture, ex-CEMAGREF) à Lyon.

## Historique
La méthode IRIP est issue des travaux du groupe de travail du Groupe de Recherche Rhône-Alpes sur les Infrastructures et l'Eau (Graie) sur les eaux pluviales .

Le projet a été financé par la région Rhône-Alpes  et par l'Agence de l'Eau Rhône Méditerranée Corse. Il a été piloté par le Cemagref et porté par un comité de pilotage constitué de partenaires telles que l'INSA de Lyon, l'INRA de Thonon, le Grand Lyon , la DREAL Rhône-Alpes .
Le projet a permis de mettre au point une méthode de cartographie de l'Aléa spatial inondation par ruissellement intense.

## Principes généraux de la méthode
Dans la méthode IRIP, le ruissellement intense est la conséquence d’une pluie forte ou d'une pluie longue dans un contexte au sol plus ou moins propice aux écoulements de surface.
La particularité de la méthode IRIP est de cartographier d'amont en aval les zones qui produisent du ruissellement, les zones d'écoulement ou axes de transfert des écoulements et les zones d'accumulation du ruissellement ou zones inondables par ruissellement intense.
Les facteurs d'aggravation du ruissellement intégrés dans la méthode IRIP sont :
- La nature des sols (perméabilité, profondeurs) influence évidemment l’apparition du ruissellement. Sur des sols peu perméables, le ruissellement peut apparaître pour des pluies non exceptionnelles de par leur intensité.
- Le relief à travers la pente et la morphologie peut influencer la dynamique des écoulements et conduire à des inondations à l’aval des zones productrices de flux d’eau
- L'occupation et certains usages du sol joue un rôle important dans l’apparition du ruissellement : l'imperméabilisation due à l’urbanisation et aux infrastructures, la mise à nu des sols du fait de pratiques agricoles, la création d'obstacle à l'écoulement (bâti), etc.

Ces cartographies du ruissellement intense offrent la possibilité d’améliorer les réponses opérationnelles au risque lié au ruissellement intense. Une intervention préventive  consisterait à assurer une bonne capacité d’infiltration dans les zones de production, à garantir les écoulements sur les chemins de transfert, et à limiter la vulnérabilité des enjeux dans les zones d’accumulation.

## Exemples d'application Sur le bassin versant du Mercier - France (6 km2)

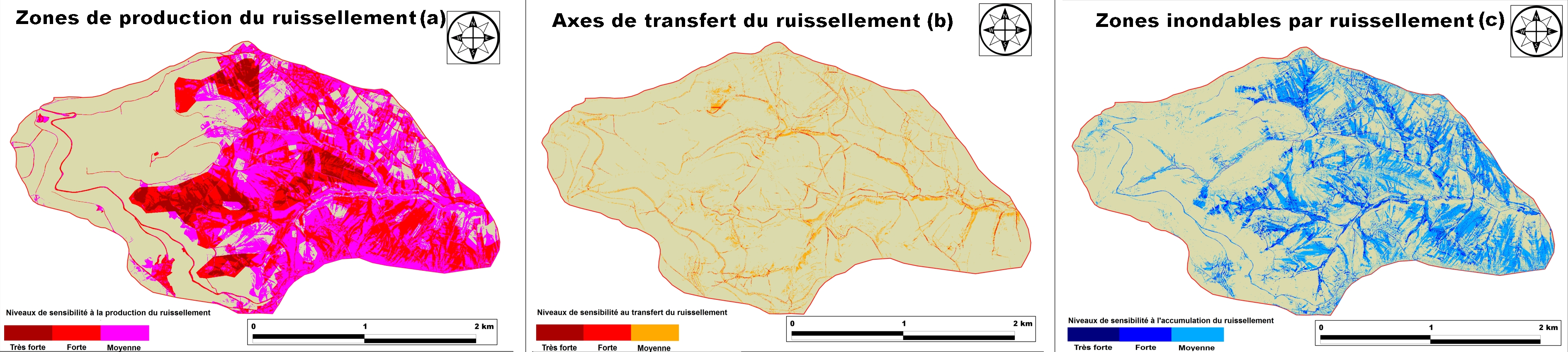
Zones de production, de transfert et zones inondables par ruissellement (mercier)

## Exemples d'application Sur le bassin versant de l'Yzeron - France (150 km2)

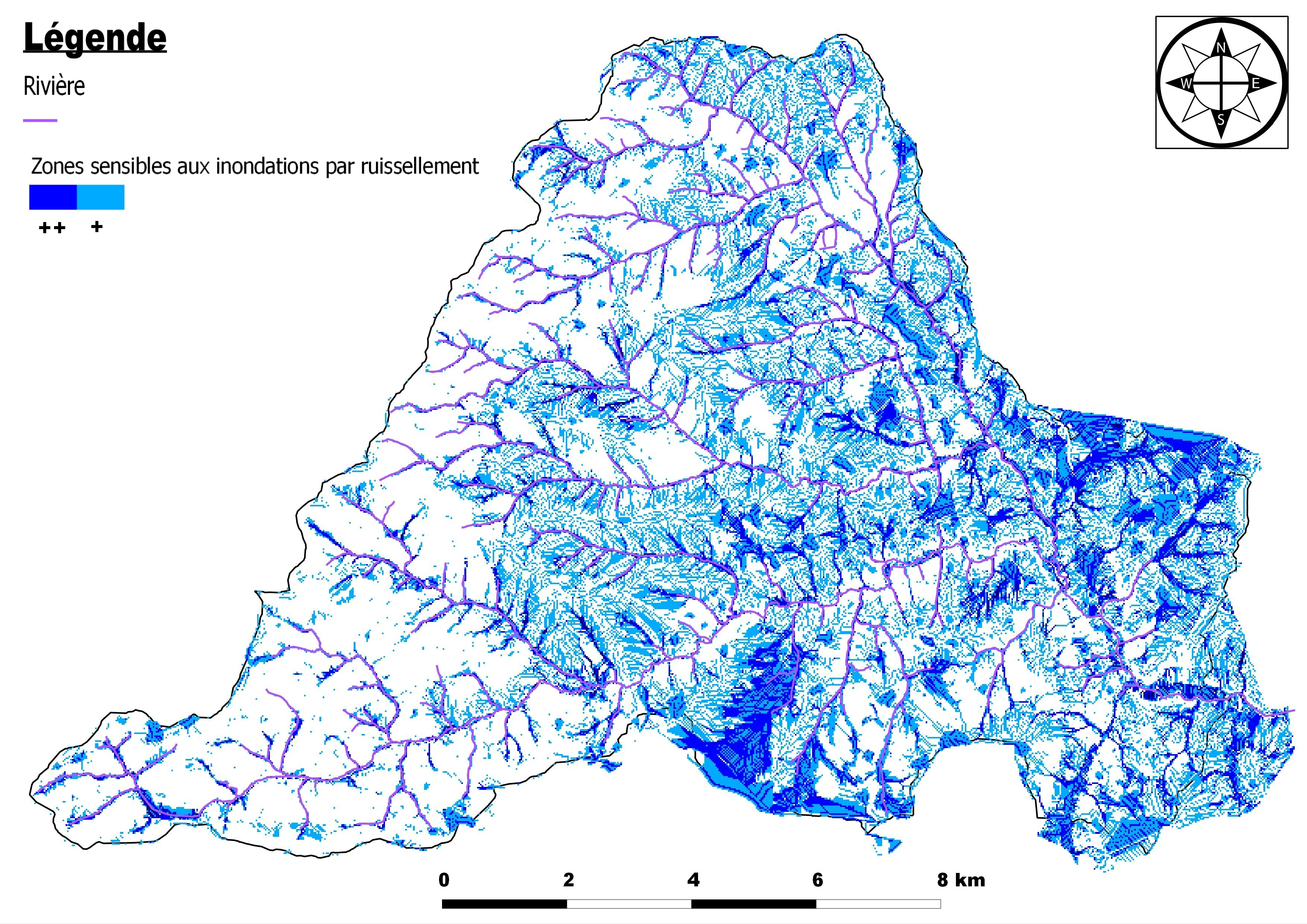
Zones inondables par ruissellement (Yzeron)

## Exemples d'application Sur le bassin versant de la Loire Amont - France) (7000 km2)

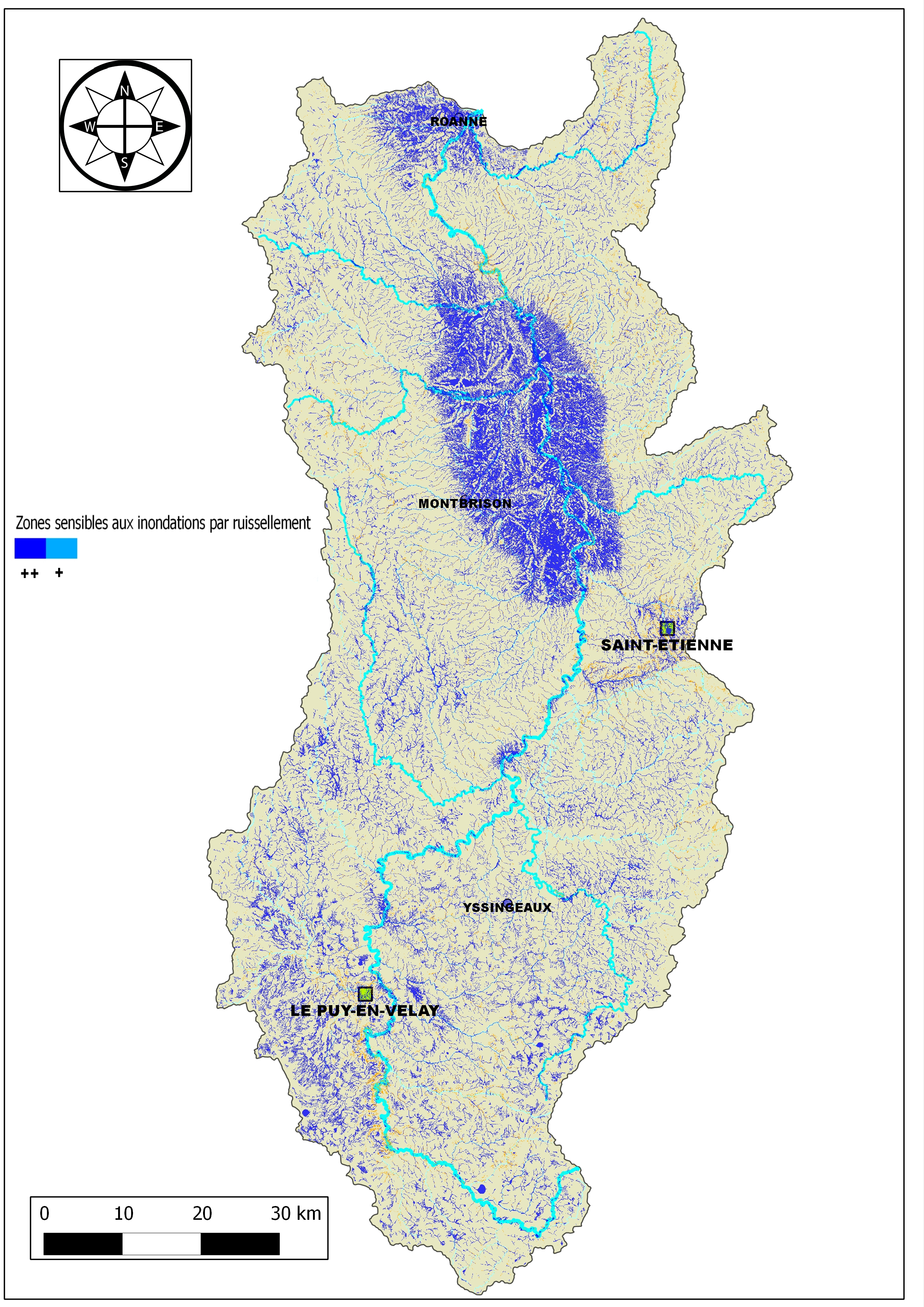
Zones inondables par ruissellement (Loire Amont)

## Autres liens
- Documents techniques sur le projet IRIP
- www.solutionsforwater.org
- Guide sur le Ruissellement pluvial